# Station Exeter St Davids
Exeter St Davids is een spoorwegstation van National Rail in Exeter, Exeter in Engeland. Het station is eigendom van Network Rail en wordt beheerd door Great Western Railway. 

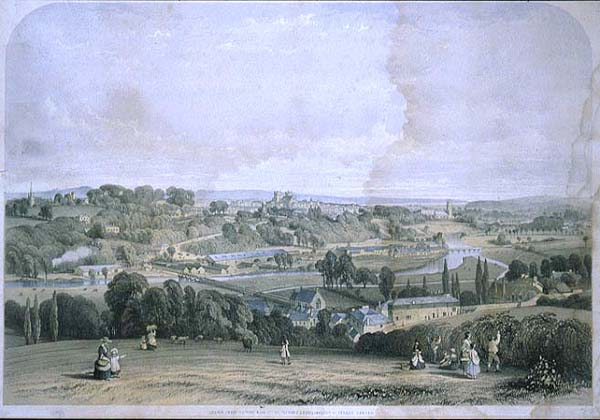
Exeter St Davids in 1844
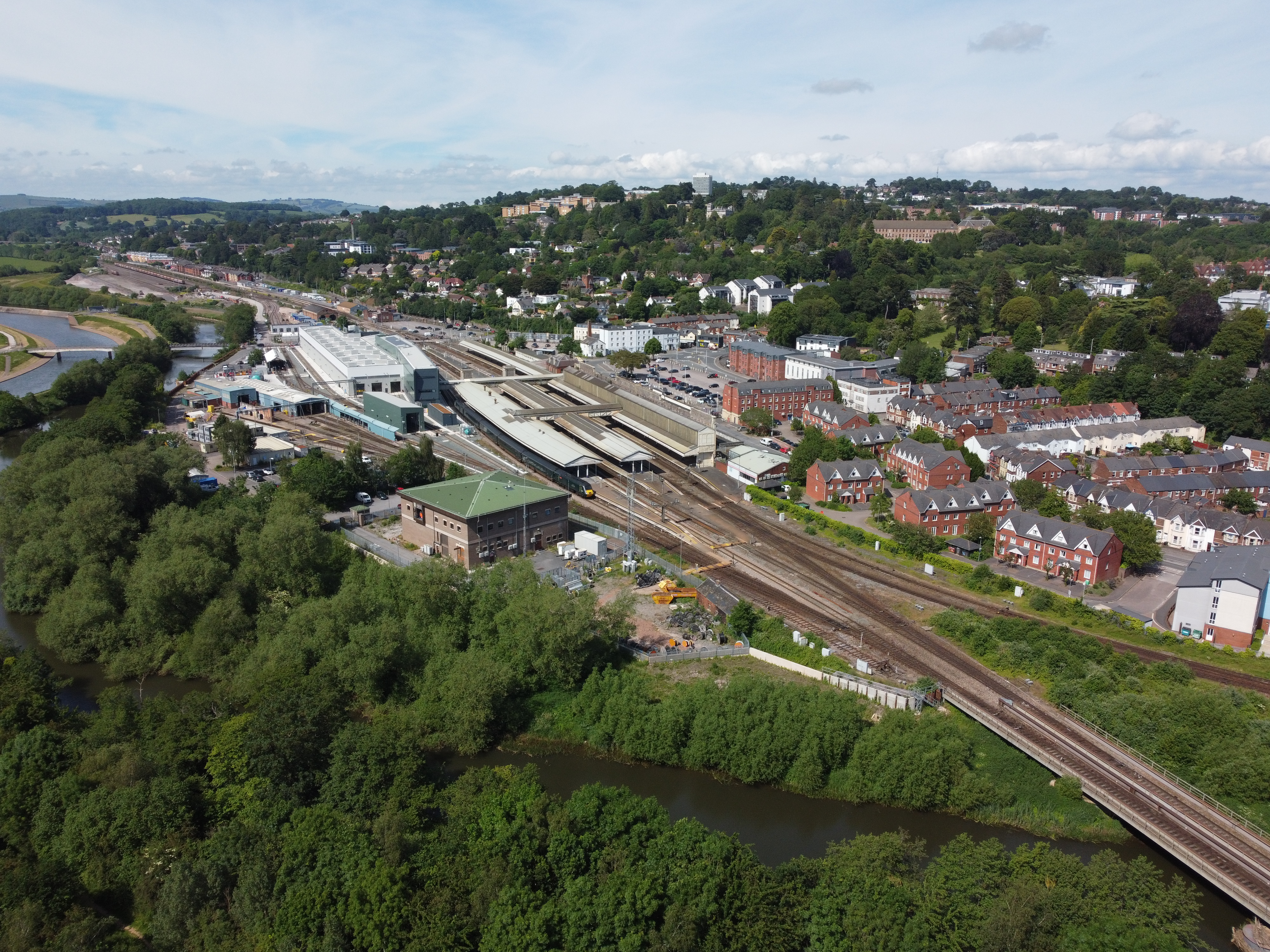
Station en omgeving vanuit de lucht
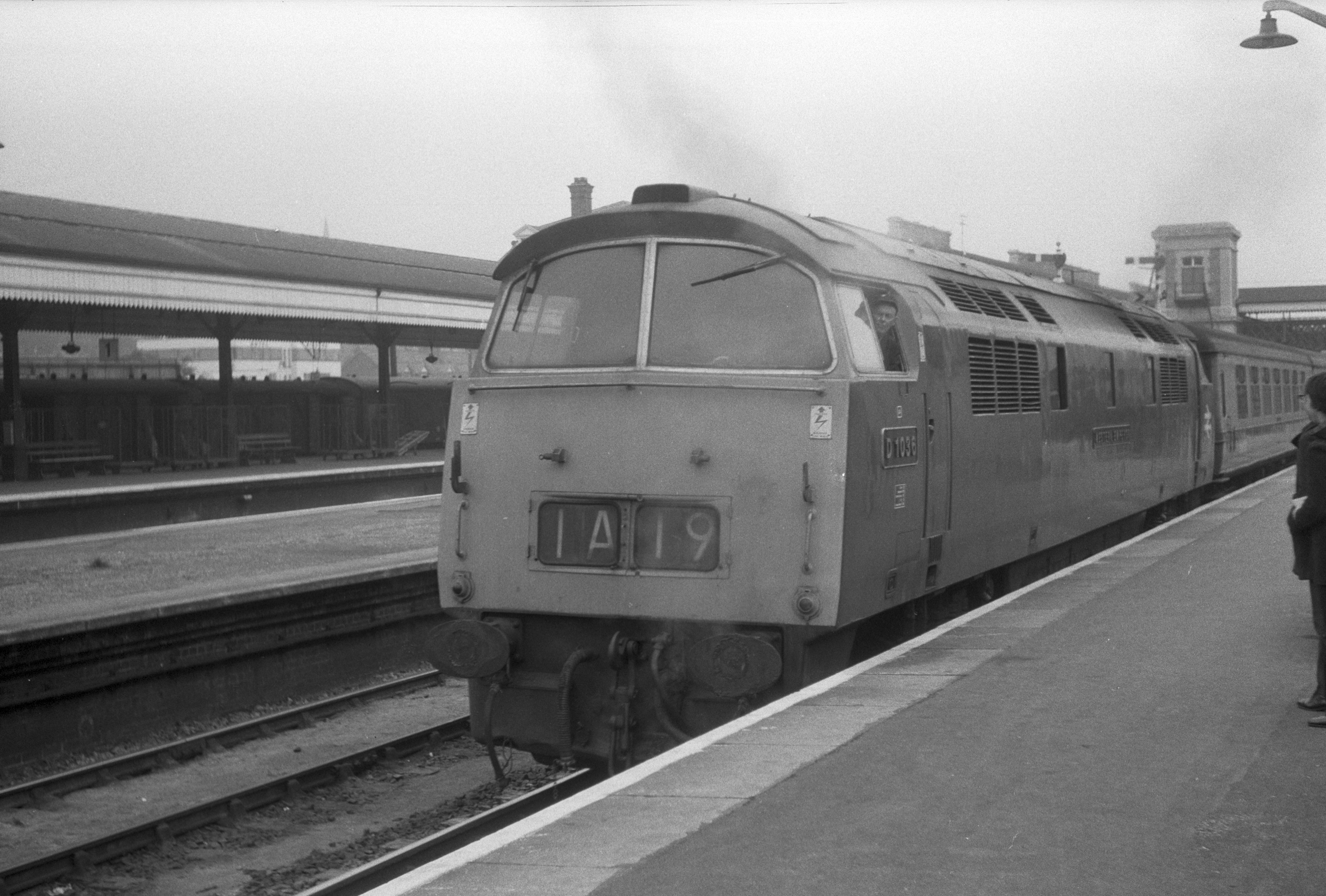
Class 52 locomotief, 1975
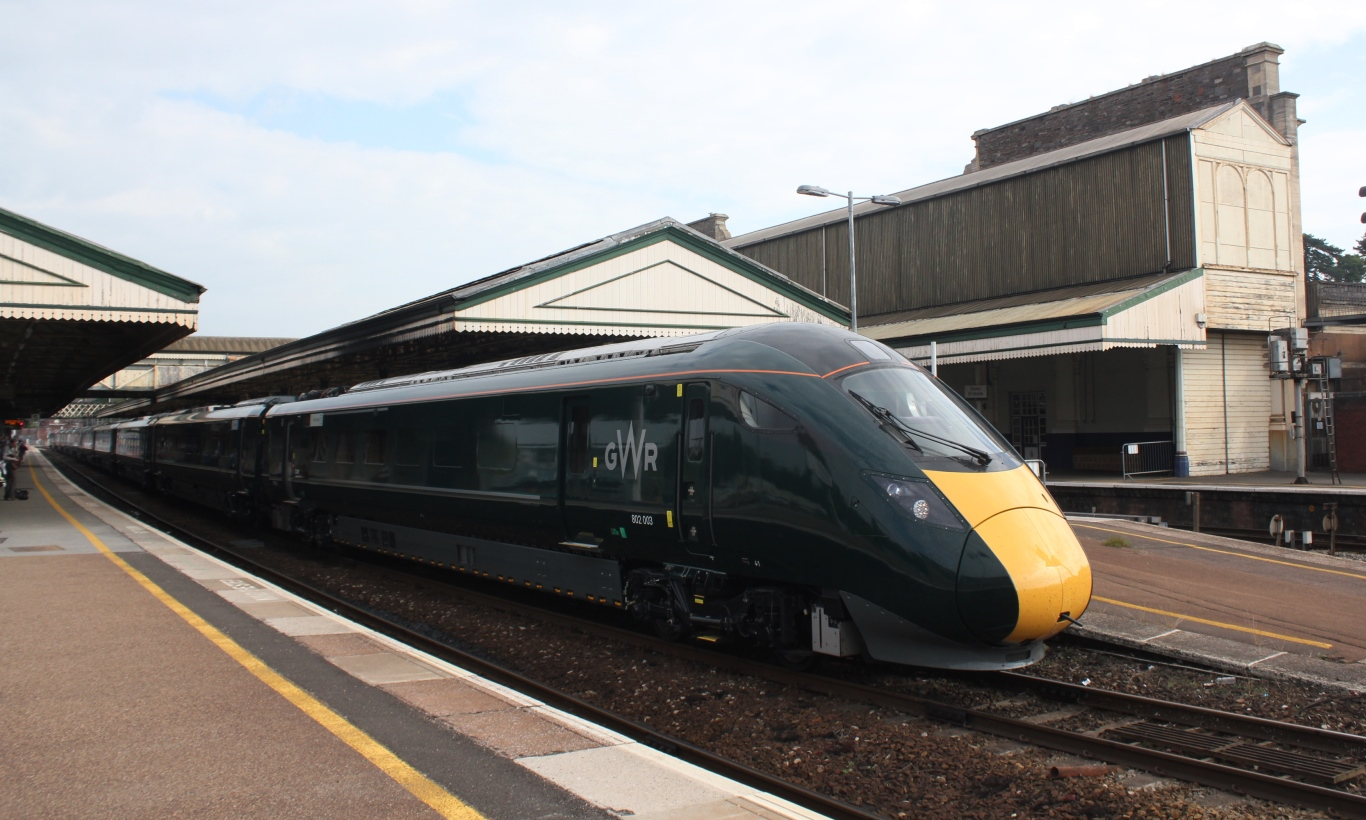
GWR class 02 treinstel richting Penzance